# NGC 7031
NGC 7031 ist ein offener Sternhaufen vom Trumpler-Typ IV1p im Sternbild Schwan am Nordsternhimmel.
Entdeckt wurde das Objekt am 21. September 1788 von Wilhelm Herschel.